# Черноусов, Александр Фёдорович
Александр Фёдорович Черноусов (род. 23 мая 1938 года, Конаково, Калининская область, СССР) — советский и российский учёный, хирург, специалист в области хирургического лечения заболеваний желудочно-кишечного тракта, академик РАМН (2005), академик РАН (2013).

## Биография
Родился 23 мая 1938 года в городе Конаково Калининской области.
В 1961 году — с отличием окончил лечебный факультет Горьковского медицинского института, после чего в течение 1 года работал врачом-хирургом в больнице города Павлово на Оке.
С 1962 по 1963 годы — ординатор госпитальной хирургической клиники 1-го московского медицинского института имени И. М. Сеченова.
В 1965 году — защитил кандидатскую диссертацию, тема: «Короткий пищевод».
В 1973 году — защитил докторскую диссертацию, тема: «Стенозирующий рефлюкс-эзофагит».
С 1964 по 2003 годы — работал в Российском научном центре хирургии РАМН, где прошёл путь от врача-ординатора до руководителя отдела торакоабдомиальной хирургии.
До сентября 2019 года был заведующим кафедрой факультетской хирургии № 1 лечебного факультета Первого Московского государственного медицинского университета имени И. М. Сеченова, директор клиники факультетской хирургии имени Н. Н. Бурденко, в настоящее время — профессор этой кафедры.
В 1995 году — избран членом-корреспондентом РАМН.
В 2005 году — избран академиком РАМН.
В 2013 году — стал академиком РАН (в рамках присоединения РАМН и РАСХН к РАН).

## Научная деятельность
Гастроэнтеролог, специалист в области хирургического лечения заболеваний желудочно-кишечного тракта.
Предложил и внедрил оригинальные методики хирургического лечения: злокачественных и доброкачественных заболеваний пищевода; рака и язвенной болезни желудка и двенадцатиперстной кишки; болезней оперированного желудка и пищевода, искусственного пищевода; рефлюкс-эзофагита; нейромышечных заболеваний пищевода.
Под его руководством отделение хирургии пищевода и желудка накопило уникальный опыт лечения больных с заболеваниями пищевода и желудка, признанный во всём мире. Намечены новые направления научного поиска по рациональному использованию достижений молекулярной биологии и регенераторной медицины в хирургической практике, внедрения в хирургию новейших достижений иммуномодуляции репаративных процессов, началось активное применение лапароскопических технологий в торакоабдоминальной хирургии и онкологии.
Накоплен наибольший в мире опыт хирургических вмешательств повторных реконструктивных пластик пищевода. Благодаря ему появились и заняли своё место в общей практике новейшие способы лечения рефлюкс-эзофагита, постоперативных осложнений, рака желудка и других заболеваний, как доброкачественных, так и злокачественных.
Создатель большой хирургической научной школы, его ученики работают в крупнейших научных, лечебных и учебных медицинских учреждениях России и стран СНГ.
Под его руководством защищены 27 докторских и более 80 кандидатских диссертаций.
Автор более 350 научных работ, в том числе 17 монографий, одна из написанных им книг «Хирургия рака желудка» отмечена премией РАМН, как лучшая работа 2006 года; автор 23 патентов и авторских свидетельств на изобретения.

### Научно-организационная деятельность
- главный редактор журнала «Вестник хирургической гастроэнтерологии»;
- член редколлегии журналов «Хирургия», «Грудная и сердечно-сосудистая хирургия», «Анналы хирургии», «Клиническая медицина»;
- сопредседатель Всероссийского общества хирургов-гастроэнтерологов;
- действительный член Российской секции Международного колледжа хирургов, почётный член хирургического общества Германии.

## Награды
- Орден «За заслуги перед Отечеством» IV степени (2003)[5]
- Орден «За заслуги перед Отечеством» III степени (2018)[6]
- Орден Почёта (1998)[7]
- Заслуженный деятель науки Российской Федерации (1993)[8]